# برويز مظلومي
برويز مظلومي (بالفارسية: پرویز مظلومی) هو مدرب كرة قدم ولاعب كرة قدم إيراني في مركز الهجوم، ولد في 16 سبتمبر 1954 في عبادان في إيران. لعب مع نادي استقلال طهران ونادي تراكتور سازي.